# Homaloptera parclitella
Homaloptera parclitella är en fiskart som beskrevs av Tan och Ng 2005. Homaloptera parclitella ingår i släktet Homaloptera och familjen grönlingsfiskar. IUCN kategoriserar arten globalt som otillräckligt studerad. Inga underarter finns listade i Catalogue of Life.